# Xã Orion, Quận Fulton, Illinois
Xã Orion (tiếng Anh: Orion Township) là một xã thuộc quận Fulton, tiểu bang Illinois, Hoa Kỳ. Năm 2010, dân số của xã này là 1.195 người.